# Vignanello
Vignanello è un comune italiano di 4 263 abitanti della provincia di Viterbo nel Lazio.  

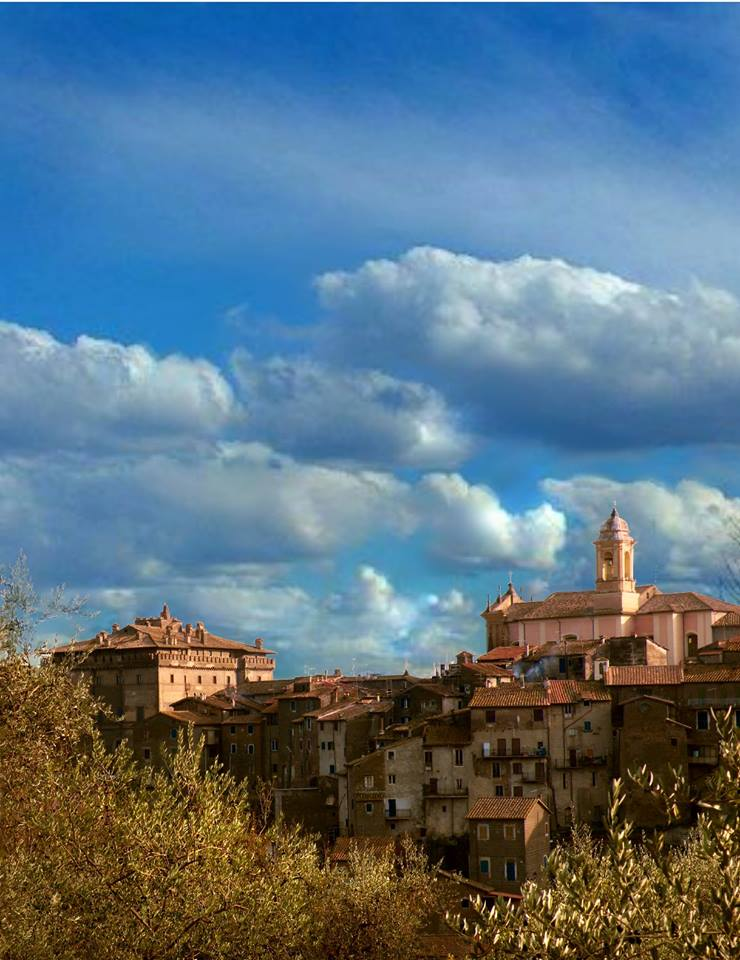
Vista su Vignanello

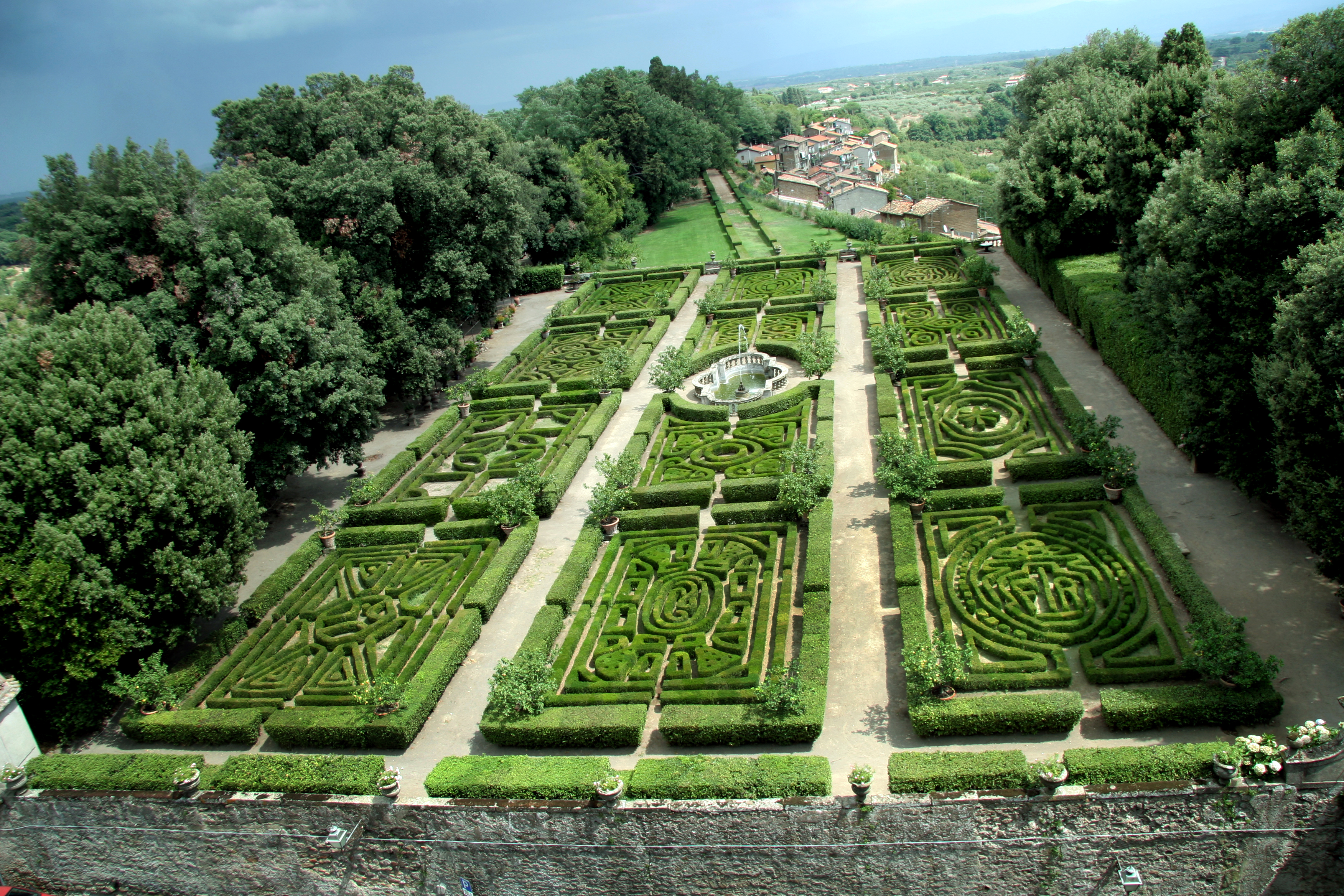
Giardini del Castello Ruspoli

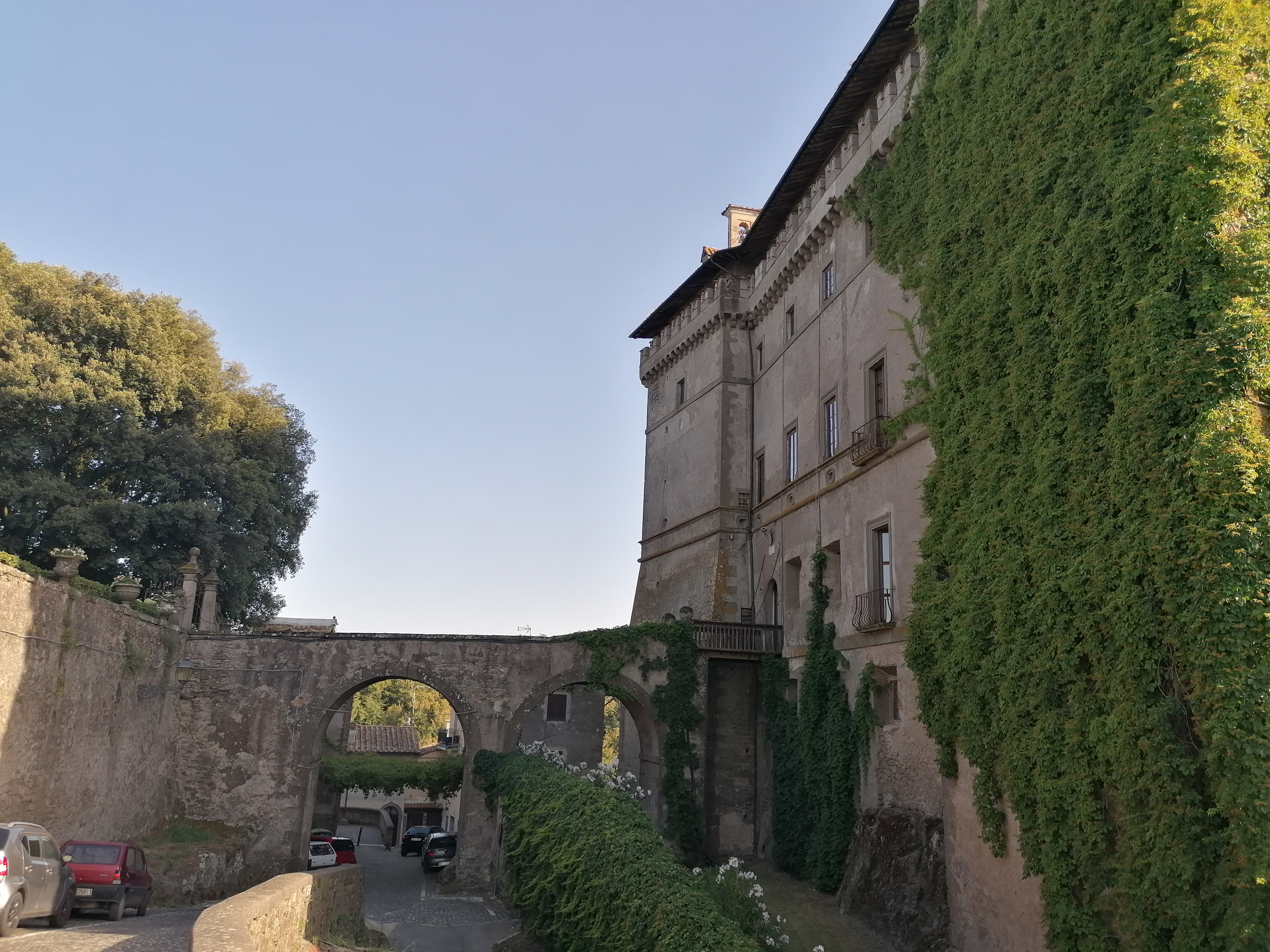
Ponte del Castello Ruspoli

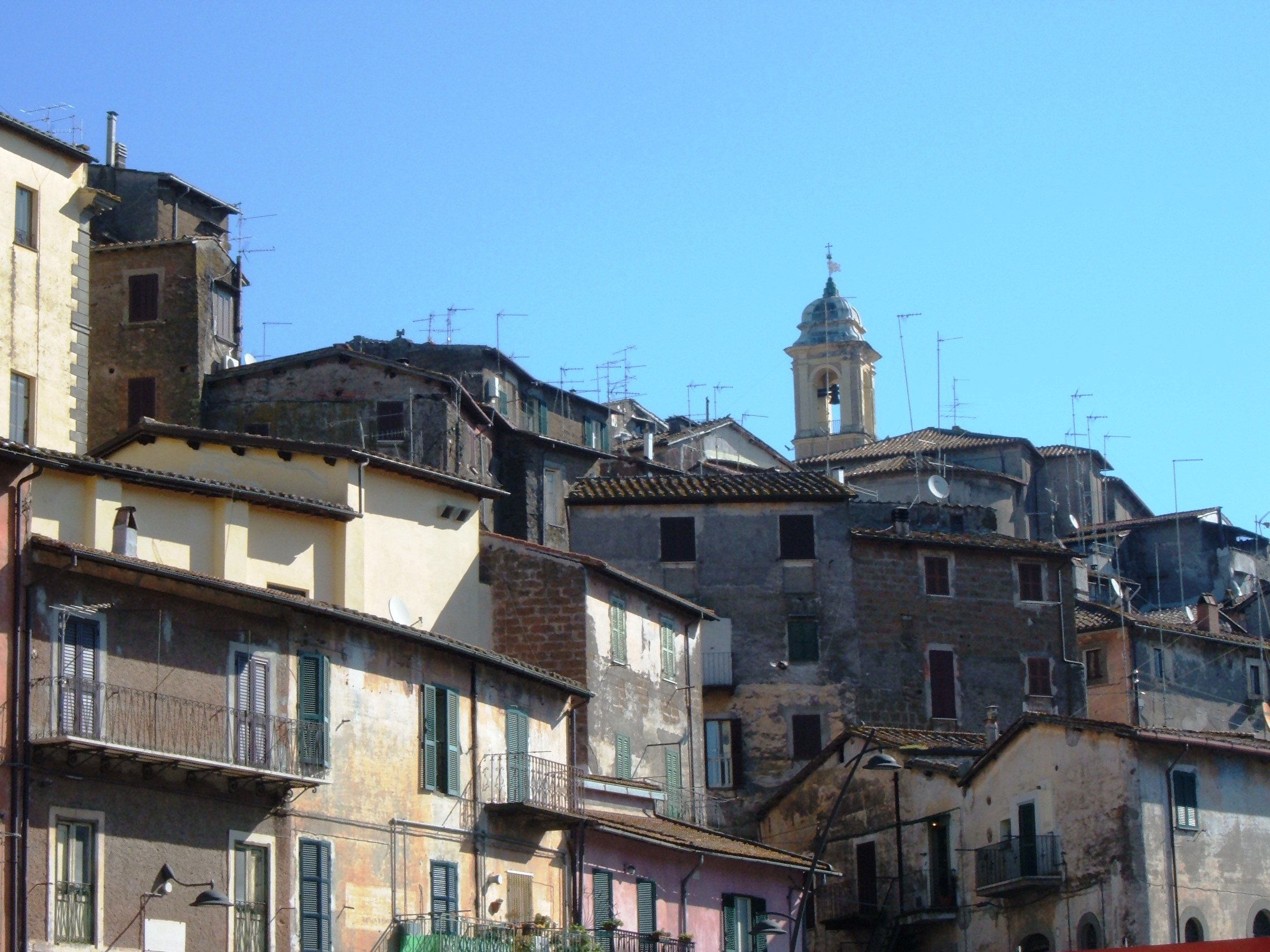
Scorcio del paese

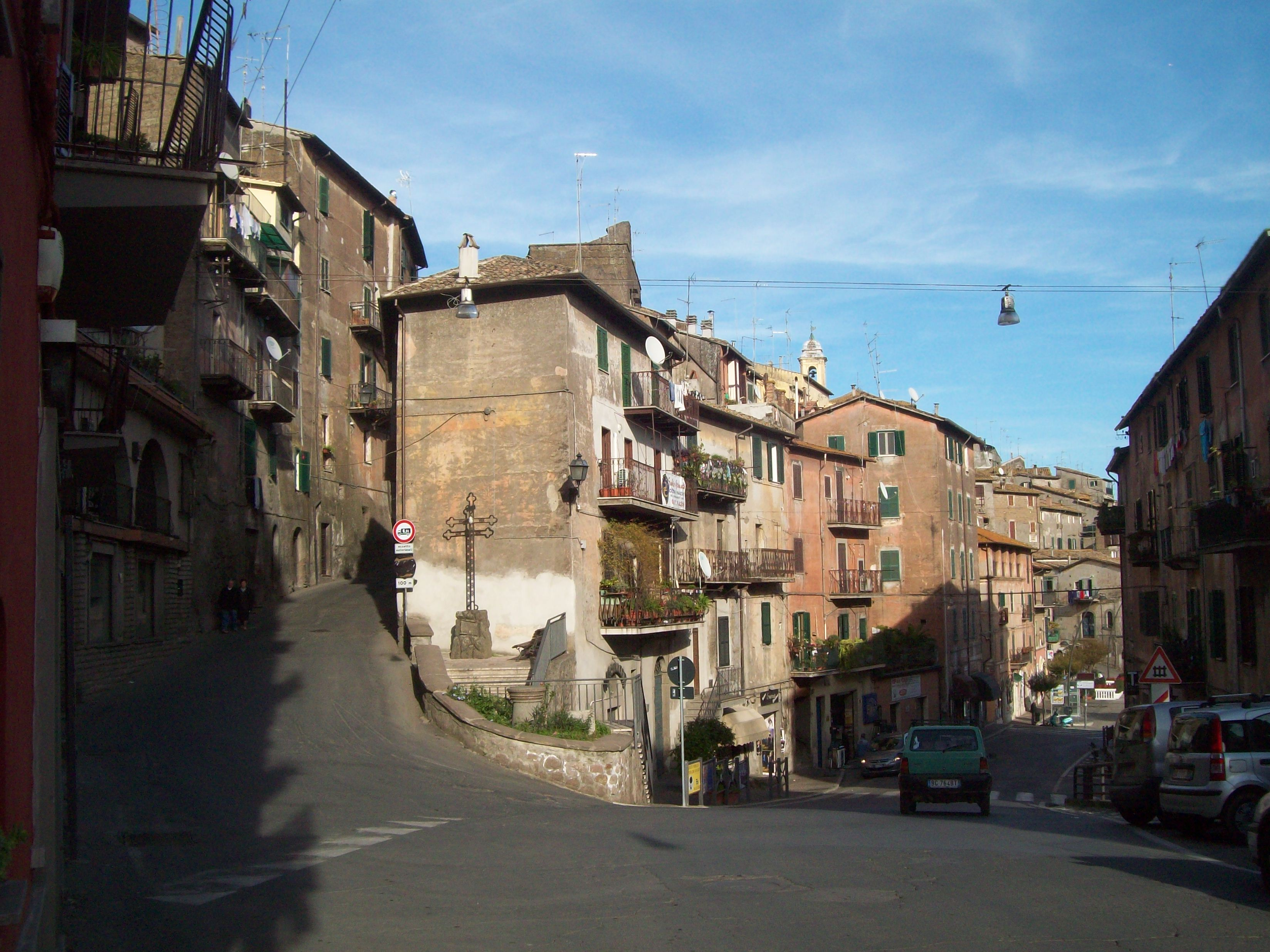
Scorcio del paese

## Geografia fisica

### Territorio
Il territorio di Vignanello si estende dalle falde orientali dei Monti Cimini, che declinano verso la Valle del Tevere, su una superficie collinare di 2053 hm², è circondato da profonde forre incise da modesti corsi d'acqua denominati ‘fossi’, i quali prendono il nome dalle località in cui scorrono, come il fosso di Cenciano, il fosso di Puliano, il fosso di Zangola e il Fosso delle Chiare Fontane, abitati dalla trota e dalla rovella. Questa morfologia è l'evidente risultato dell'attività magmatica dei vulcani Cimino caldera che ospita l'odierno lago di Vico che ha insistito nella zona tra 1 300 000 e 500 000 anni fa, ne sono protagonisti in massiccia presenza: il ‘tufo rosso litoide’, il ‘peperino’ e il ‘tufo bianco di Fabrica’. Il centro abitato si erge a 369 m sul livello del mare.

### Clima
Classificazione climatica: zona D, 2076 GR/G

## Storia
I resti più antichi si hanno in un insediamento umano risalente al Paleolitico Superiore e al Mesolitico (90.000 – 30.000 anni fa) situati in località Cenciano diruto, ove l'Homo Sapiens Sapiens trovò facilmente riparo presso le grotte tufacee di formazione naturale presenti in tutto il paese (tra le più conosciute dai paesani la "grotta d' a croce" e la cosiddetta "a grotta")
Grazie alla sensibilizzazione ed agli investimenti del principe Alessandro Ruspoli, 7º principe di Cerveteri, nel primo ventennio del XX secolo, furono effettuati degli scavi archeologici ad opera dalla Soprintendenza alle Antichità, che portarono ad identificare, nel territorio dell'attuale Vignanello, un apprezzabile centro falisco (VIII – VII secolo a.C.). Sul pianoro del Molesino sussisteva un operoso complesso urbano con annessa necropoli presso l'adiacente Valle del Fosso della Cupa, ove furono rinvenute 16 tombe ipogee a camera con pianta quadrata, nonché alcuni reperti di valore, attualmente custoditi presso il Museo nazionale etrusco di Villa Giulia a Roma.
A maggior riprova della vasta frequentazione della zona in epoca preromana, anche le campagne circostanti pullulano di tombe con caratteristiche similari.
Non si hanno prove certe e chiare circa lo sviluppo che ebbe il centro abitato con l'avvento dell'epoca romana, tuttavia la leggenda narrata dai versi di tal Giuseppe Manini, giunto a Vignanello alla fine del 1800, suggerisce che nel 410 d.C., a seguito della funesta discesa lungo la penisola italica di Alarico I al comando dei Visigoti, le genti in fuga dal sacco di Roma si rifugiarono nel territorio aspro e impervio dei Colli Cimini, addentrandosi nei folti boschi. Di lì sembrerebbe essersi concentrato un vicus tra i fossi Zangola e della Cupa, ove la comunità trovò sostentamento nella presenza di selvaggina e di numerose fonti d'acqua. È a quest'epoca che potrebbe risalire l'origine del nome Vignanello. Difatti, secondo la medesima leggenda, il maggior esponente del vicus potrebbe essere stato un tale di nome Giuliano, di lì il primo appellativo di Giulianello, il quale subì diverse evoluzioni fino a divenire Uignanello ed infine Vignanello (toponimo forse ispirato anche dalle vigne coltivate all'intorno).
La prima menzione ufficiale del villaggio si ebbe nel 604 d.C., olivetum in feudo Julianelli, quale dono del pontefice Gregorio Magno a favore della Basilica Vaticana, successivamente il podere passò al Sacro Romano Impero, e poi nuovamente ai pontefici che ne fecero un possedimento benedettino sino al 1081-1082. In questo periodo il villaggio si era già trasformato in un castrum, ovvero in un nucleo cittadino fortificato da una cinta muraria, della quale sopravvivono solo esigue testimonianze.
Nel 1169 Federico Barbarossa strappò Vignanello alla Chiesa includendola nei possedimenti imperiali viterbesi, iniziò così una tortuosa contesa che vide protagoniste le famiglie Aldobrandeschi, Orsini e dei Prefetti di Vico. Il castrum tornò alla Chiesa nel 1435 per essere ceduto all'Ospedale Santo Spirito nel 1456 e poi ancora nel 1534 a Beatrice Farnese, dopo la quale, per vicissitudini di tipo parentale, il feudo entrò a far parte del dominio dei principi Ruspoli-Marescotti. Nel 1816 Pio VII pretese l'abbandono del governo da parte dei principi, sicché Vignanello fu definitivamente annesso allo Stato Pontificio.

### L'annessione al Regno d'Italia
Il 20 settembre 1870, la Tuscia, territorio controllato dallo Stato Pontificio, entrò a far parte del Regno d'Italia, a seguito della Presa di Roma da parte delle truppe di Vittorio Emanuele II. Cinque giorni prima a Viterbo, raggiunta il 12 settembre dalla 13ª divisione del gen. Ferrero, venne costituita una Giunta di Governo, che il giorno 21 approvò quella di Vignanello, rappresentata da Francesco Olivieri.
Il 2 ottobre a Vignanello, in un plebiscito, 663 cittadini su 910 aventi diritto votarono per l'annessione al Regno d'Italia; il 13 novembre si tennero le elezioni comunali e provinciali; il 20 novembre si tennero le elezioni per il parlamento a suffragio censitario (22 vignanellesi aventi diritto) in cui, tra gli altri, fu eletto don Augusto Ruspoli nel partito moderato.
A gennaio 1871, a Vignanello, dal re, fu nominato Sindaco Francesco Olivieri.

### Simboli
Lo stemma civico del Comune di Vignanello è composto da due sezioni separate da una striscia bianca trasversale nella quale è inserita l'iscrizione V.N.C. avente ignoto significato, si suppone che essa sia l'abbreviazione di "Vignanello nel Cimino" o "Vignanello nobilis communitas", c'è chi avanza l'ipotesi che indichi i prodotti agricoli locali "Vino, Nocciole, Castagne". Nella parte superiore a sfondo azzurro è raffigurato un grappolo d'uva dorato e pampinoso; nella parte inferiore, a sfondo rosso, sono raffigurati sei colli sormontati da una stella a cinque punte (sul soffitto della sala consiliare del comune la stella compare a sei punte). Nei documenti amministrativi del XIX secolo lo stemma civico appare a forma di scudo a testa di cavallo.
Lo stemma è liberamente utilizzato dal comune anche se privo di formale decreto di concessione. La prima testimonianza di uno stemma simile all'attuale appare su un atto comunale datato 10 dicembre 1899.
Il gonfalone è un drappo troncato di azzurro e di rosso.

## Monumenti e luoghi d'interesse

### Architetture religiose
- Chiesa di Santa Maria della Presentazione (Vignanello) (1710-1723), opera di Contini e Gazzale, consacrata da Benedetto XIII nel 1725;
- La chiesa di San Giovanni Decollato, 1614, che nel 1893 fu dedicata anche all'Immacolata e contiene un quadro di scuola bolognese raffigurante la Vergine;
- La chiesa dei Santissimi Angeli Custodi, edificata nel 1705 e posta alla sommità del Borgo del Molesino. Ospitava la confraternita dei Sacconi, istituita da Santa Giacinta Marescotti nel ‘600 e introdotta a Vignanello dal principe Alessandro Ruspoli nel 1816;
- La chiesa di San Sebastiano, 1625, che custodisce una Vergine Maria con San Sebastiano e San Francesco attribuita al Pomarancio (ma non è assodato di quale dei tre artisti toscani noti con questo soprannome si tratti);
- La chiesa di San Francesco, 1618, originariamente dedicata a San Biagio, patrono del paese, e quindi dedicata a San Francesco nel 1726;
- La chiesa della Madonna delle Grazie, antica chiesa che risale alla fine del XIII secolo, già descritta come pericolante agli inizi dell'800 e attualmente inglobata all'interno di un edificio;
- La chiesa della Madonna del Pianto (particolare per la sua forma cilindrica), edificata col concorso popolare nel luogo in cui s'era verificato un miracolo nel 1757.
- La chiesa di San Lorenzo e il Convento delle Suore passioniste: un complesso edificato nella zona del Molesino nel 1915 grazie ai lasciti delle sorelle Clementina e Giacinta Gionfra;
- La chiesa di Santa Maria Vergine di Sudano, che risale al XVI secolo (nell'area circostante è sorto il Cimitero a partire dall'Ottocento);
- La chiesa della Madonna di Maregnano;
- La chiesa di San Luca;
- Eremo di Sudano con vicina chiesa rurale dedicata alla Madonna di Sudano, edificata dalla famiglia Loppi nel 1805 e benedetta da Don Bernardino Crismicerio Buzi per commissione del Vescovo Ercolani il 2 Ottobre 1834;[12]

### Architetture civili
- Il Castello Ruspoli del XVI secolo
- la Porta del Molesino del 1692, detta anche "Porta del Vignola", opera dell'architetto romano Mattia de Rossi(1637-1695)[13];
- l'Edificio Comunale del 1856;
- il Vecchio Palazzo Pretorio del 1618;
- la Colonna Citatoria di Piazza Gramsci (già Piazza Colonna), dell'architetto Giovan Battista Gazzale, eretta nel 1730 e ora nel Parco Ruspoli;
- i Casini Ruspoli o Palazzo cogli archi 1722-1725, su progetto di Giovan Battista Contini e costruito sotto la direzione di Gazzale;
- la Fontana della Rocca del 1673;
- il Monumento ai Caduti del XX secolo;

### Architetture militari
- Castello Ruspoli (1531-1538)

### Siti archeologici
Sono presenti le aree archeologiche sopra menzionate, del Molesino, della Valle della Cupa, di Cenciano e di San Rocco. Sono parzialmente percorribili una serie di cunicoli di epoca falisco-etrusca che attraversano il sottosuolo del paese, congiungendo il Castello Ruspoli alla Chiesa Collegiata e diramandosi poi per qualche chilometro verso le campagne e verso il paese confinante (Vallerano).

## Società

### Evoluzione demografica

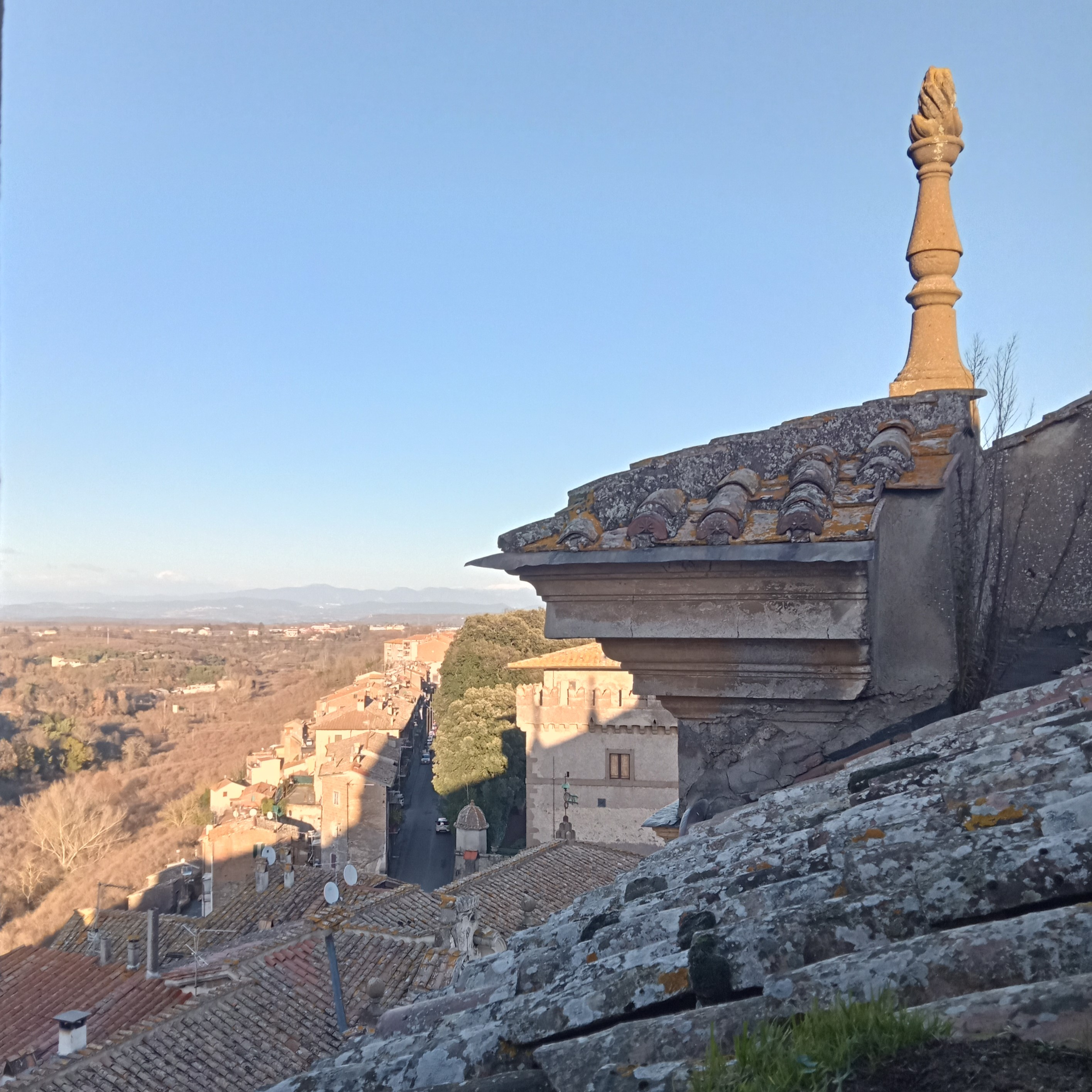
Vignanello - Vista su Corso Garibaldi dal tetto della Collegiata

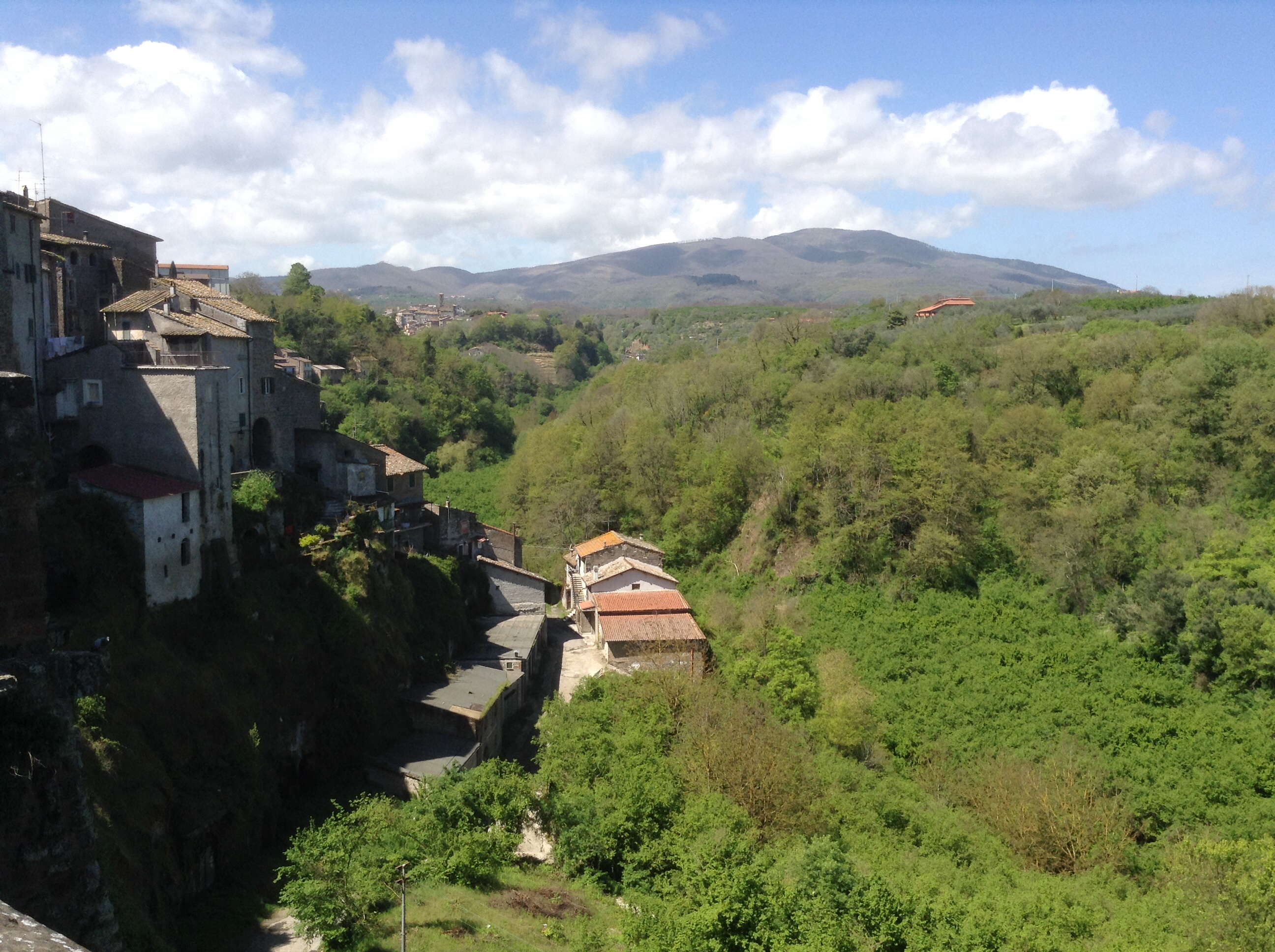
Vignanello - Veduta dei Colli Cimini dal Ponte della Fontana

Abitanti censiti

### Tradizioni e folclore
- Festa del vino: ha luogo ogni anno a metà agosto, si svolse per la prima volta nel 1937, quando Vignanello era considerata una rinomata località di villeggiatura, come attestano gli articoli del giornalista Giovanni Mosca, che in proposito ne scrisse sul Popolo di Roma, è caratterizzata da Carri del Vino, carri allegorici a tema vinicolo
- Fiera della Madonna (localmente detta dello Sbattolò, Fier'i ffreddo o Fier'a Madonna), si svolge intorno l'8 di dicembre.
- L'albero della Befana: per il giorno dell'epifania in ogni casa a Vignanello si può trovare un ramo di alloro addobbato con striscioline, caramelle, portugalli (mandarini, aranci, mandaranci) e palloncini, legati accuratamente con ago e filo, con sotto dei regali (spesso giochi per i più piccoli). Infatti, secondo la tradizione, durante la notte tra i 5 e il 6 di gennaio la befana porta nelle case l'Albero della befana, regali, dolciumi vari e agrumi.

## Cultura

### Cinema
A Vignanello sono stati girati i seguenti film:
- Le diciottenni, film del 1955, diretto Mario Mattoli.
- Il conte di Matera, film del 1957, diretto da Luigi Capuano.
- Duello nella Sila, film del 1962, diretto da Umberto Lenzi.
- Zorro alla corte di Spagna, film del 1962, diretto da Luigi Capuano.
- Homo homini lupus, cortometraggio di Matteo Rovere del 2006.
- Tiramisù, commedia del 2016 diretta e interpretata da Fabio De Luigi.
- L'esecutrice film horror italiano di Michele Civetta.
- I Medici (serie televisiva) anglo-italiana.

## Economia
Di seguito la tabella storica elaborata dall'Istat a tema Unità locali, intesa come numero di imprese attive, ed addetti, intesi come numero addetti delle unità locali delle imprese attive (valori medi annui).
|            | 2015                  |                              |                            |                |                       |                     | 2014                  |                | 2013                  |                |
| ---------- | --------------------- | ---------------------------- | -------------------------- | -------------- | --------------------- | ------------------- | --------------------- | -------------- | --------------------- | -------------- |
|            | Numero imprese attive | % Provinciale Imprese attive | % Regionale Imprese attive | Numero addetti | % Provinciale Addetti | % Regionale Addetti | Numero imprese attive | Numero addetti | Numero imprese attive | Numero addetti |
| Vignanello | 261                   | 1,12%                        | 0,06%                      | 641            | 1,08%                 | 0,04%               | 269                   | 665            | 269                   | 670            |
| Viterbo    | 23.371                |                              | 5,13%                      | 59.399         |                       | 3,86%               | 23.658                | 59.741         | 24.131                | 61.493         |
| Lazio      | 455.591               |                              |                            | 1.539.359      |                       |                     | 457.686               | 1.510.459      | 464.094               | 1.525.471      |

Nel 2015 le 261 imprese operanti nel territorio comunale, che rappresentavano l'1,12% del totale provinciale (23.371 imprese attive), hanno occupato 641 addetti, l'1,08% del dato provinciale (59.399 addetti); in media, ogni impresa nel 2015 ha occupato due persone (2,46).

### Agricoltura
È bbono asciutto, dorce, tonnarello,

solo o ccor pane in zuppa, e, ssi è sincero,

te se confà a lo stommico e ar ciarvello.

È bbono bbianco, è bbono rosso e nnero;

de Ggenzano, d'Orvieti e Vviggnanello:
ma l'este-este è un paradiso vero!"
Nella campagna vignanellese sono maggiormente coltivati noccioli, ulivi e viti.
La tradizione vinicola, in particolare, risalirebbe almeno al secolo IV a.C., come suggerisce il ritrovamento nella necropoli del Molesino di uno stamnos falisco a figure rosse, in cui Dioniso rivela a suo figlio Enopione il segreto per la produzione del vino. Lo stamnos è esposto presso il Museo nazionale etrusco di Villa Giulia, Roma. Il vino di Vignanello tradizionale, bianco e asciutto, nell'Ottocento e per una buona metà del Novecento, era destinato a rifornire osterie e cantine private romane.
cn

### Artigianato
Tra le attività economiche più tradizionali vi sono quelle artigianali, come l'arte del legno, finalizzata sia al settore dell'arredamento, e in particolar modo alla produzione di sedie con caratteristiche campagnole, sia all'intaglio.

## Infrastrutture e trasporti

### Strade
Vignanello è collegata tramite la Strada provinciale 25 Canepinese, a Canepina e Vallerano, e tramite la strada provinciale 26 Vignanellese a Fabrica di Roma.

### Ferrovie

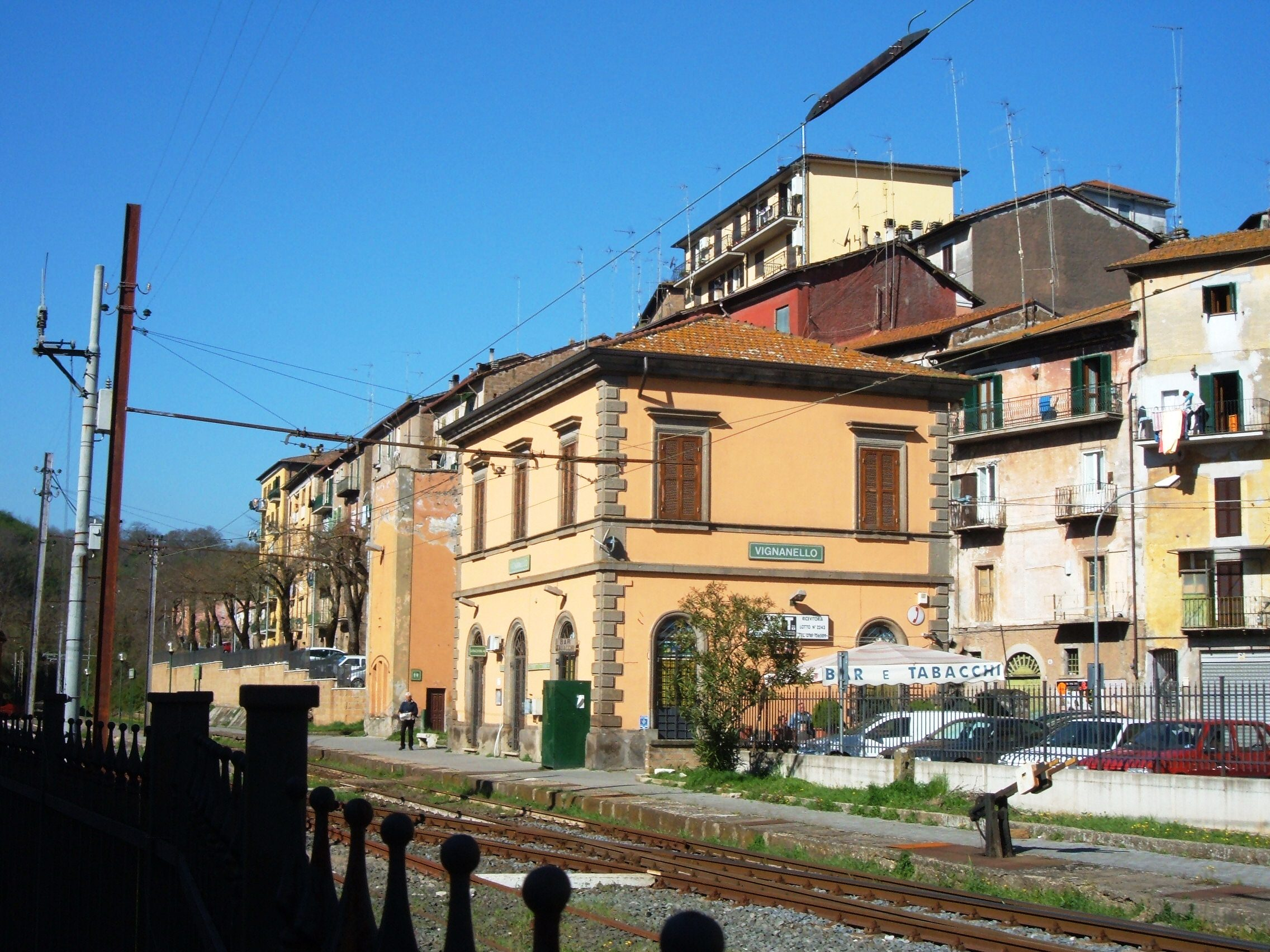
Stazione di Vignanello

La stazione di Vignanello è posta lungo la ferrovia Roma-Civita Castellana-Viterbo, gestita da ASTRAL. Il servizio ferroviario è svolto da Cotral. La stazione si trova all'interno del centro abitato.

## Amministrazione
Nel 1927, a seguito del riordino delle circoscrizioni provinciali stabilito dal regio decreto n. 1 del 2/01/1927, istituita la provincia di Viterbo, per volontà del governo fascista, Vignanello passò dalla provincia di Roma a quella di Viterbo.

### Elenco dei Sindaci di Vignanello dalla proclamazione del Regno d'Italia alle riforme amministrative fasciste.[18]
Con il Regio Decreto del 15/03/1896 i sindaci poterono essere eletti anche nei comuni con meno di diecimila abitanti.
| Periodo    | Periodo    | Primo cittadino            | Partito           | Carica            | Note                         |
| ---------- | ---------- | -------------------------- | ----------------- | ----------------- | ---------------------------- |
| 1871       | 1874       | Francesco Olivieri         |                   | Sindaco           | nomina governativa           |
| 1874       | 1879       | Domenico Annesi            |                   | Sindaco           | nomina governativa           |
| 1879       | 1890       | Cav. Angelo Felici         |                   | Sindaco           | nomina governativa           |
| 1890       | 1893       | Alessandro Marini          |                   | Sindaco           | nomina governativa           |
| 1893       | 1896       | David Gionfra              |                   | Sindaco           | nomina governativa           |
| 1896       | 1899       | Luigi Soprani              | area liberale     | Sindaco           |                              |
| 1899       | 6/08/1899  | Cav. Cesare Aliata Bronner | area liberale     | regio commissario |                              |
| 6/08/1899  | 4/12/1904  | Antonio Fornari            |                   | Sindaco           | Dimesso                      |
| 4/12/1904  | 6/08/1905  | Eutilio Vincenzo Marini    |                   | Assessore         | -                            |
| 6/08/1905  | 21/05/1916 | Augusto Pangrazi           | sinistra liberale | Sindaco           | -                            |
| 28/06/1916 | 31/10/1920 | Livio Annesi               | sinistra liberale | Sindaco           | -                            |
| 31/10/1920 | 13/11/1922 | Luigi Chiricozzi           | destra liberale   | Sindaco           | Dimesso                      |
| 13/11/1922 | 24/06/1923 | Nicola Ranucci             |                   | Commissario       | -                            |
| 24/06/1923 | 4/02/1926  | Geom. Raffaele Ercoli      |                   | Sindaco           | Abolizione consigli elettivi |

### Elenco dei Sindaci di Vignanello dalle elezioni amministrative comunali del 12/05/1985 ad oggi.[19]
| Periodo    | Periodo    | Primo cittadino     | Partito                     | Carica                    | Note                       |
| ---------- | ---------- | ------------------- | --------------------------- | ------------------------- | -------------------------- |
| 06/09/1988 | 20/05/1990 | Tullio Stefanucci   | lista civica                | Sindaco                   | -                          |
| 20/05/1990 | 28/05/1992 | Francesco Calidori  | DC                          | Sindaco                   | dimesso                    |
| 08/06/1992 | 24/04/1995 | Angelo Fornasiero   | DC                          | Sindaco                   | -                          |
| 24/04/1995 | 14/06/1999 | Rita Marini         | CEN-SIN(ls. civiche)        | Sindaco                   | -                          |
| 14/06/1999 | 04/09/2002 | Mario Bracci        | CEN-DES(ls. civiche)        | Sindaco                   | scioglimento del consiglio |
| 04/09/2002 | 27/05/2003 | Emiliana Carelli    |                             | commissario straordinario | -                          |
| 27/05/2003 | 27/05/2013 | Federico Grattarola | CEN-SIN(ls. civiche)        | Sindaco                   | -                          |
| 27/05/2013 | 11/06/2018 | Vincenzo Grasselli  | Siamo Vignanello (l.c.)     | Sindaco                   | -                          |
| 11/06/2018 | in carica  | Federico Grattarola | Vignanello nel cuore (l.c.) | Sindaco                   | -                          |

### Altre informazioni amministrative
Fa parte della Comunità Montana Cimini.

### Gemellaggi
Vignanello ha stretto gemellaggi con le seguenti città:
- Jabłonna (Masovia), dal 2016;[20]
- Vittoriosa, dal 2017.[21]

## Sport

### Calcio
Le squadre di calcio del paese sono:
- Polisportiva Faul Cimini che, nel campionato 2022-23, milita nel campionato maschile di Eccellenza.[22]
- ASD Vi.Va. Calcio, che milita nel campionato di Prima Categoria della provincia di Viterbo

### Calcetto
Sono presenti due squadre di calcio a 5 che militano in Serie D.